# Fritz Lehmensick
Fritz Lehmensick (* 3. Dezember 1862 in Dresden als Friedrich August Eduard Lehmensick; † 1934) war ein deutscher Seminar- und Schullehrer und Autor.

## Leben und Wirken
Er war der Sohn des Schuhmachermeisters Johann Friedrich Lehmensick und dessen Ehefrau Therese Wilhelmine geborene Hoppe. Nach dem Besuch der Volksschule wurde er am Lehrerseminar Dresden-Friedrichstadt auf seinen Lehrerberuf vorbereitet und war dann drei Jahre an der Höheren Volksschule in Plauen bei Dresden als Hilfslehrer tätig. Ab 1891 war er ständiger Lehrer in Dresden und später Seminar-Oberlehrer in Dresden.
Er folgte 1894 einem Ruf als Oberlehrer an das Pädagogischen Universitäts-Seminar nach Jena. 1901 kam er als Lehrer nach Frankenberg/Sa. und ging später an das Seminar Dresden-Friedrichstadt zurück.

## Schriften (Auswahl)
- Ueber das Prinzip des Arbeitsunterrichts und über die Sittlichkeit des Kindes. Kinderfehler. 1900 (Aufsatz).
- Thüringer Sagen. 1912.
- Märchen- und Robinson-Lesebuch. 10. Auflage, Leipzig 1913.
- Kernlieder der Kirche in Stimmungsbildern. 3. Auflage, Dresden-Blasewitz 1915; 5. Aufl. Meißen 1928.
- Das Prinzip des Selbstfindens. 3. Aufl. Meißen 1925.